# Anthophora fraterna
Anthophora fraterna là một loài Hymenoptera trong họ Apidae. Loài này được Bingham mô tả khoa học năm 1897.